# Rathdrum
Pour l’article homonyme, voir Rathdrum (comté de Wicklow).
Rathdrum est une ville située dans le comté de Kootenai, dans l’Idaho, aux États-Unis. Sa population s’élevait à 6 826 habitants lors du recensement de 2010, estimée à 7 921 habitants en 2016.

## Source
- (en) Cet article est partiellement ou en totalité issu de l’article de Wikipédia en anglais intitulé « Rathdrum, Idaho » (voir la liste des auteurs).